# Liste der Kulturdenkmale in Heringen/Helme
Die Liste der Kulturdenkmale in Heringen/Helme umfasst die als Ensembles, Straßenzüge und Einzeldenkmale erfassten Kulturdenkmale in der thüringischen Stadt Heringen/Helme und ihrer Ortsteile.
Die Angaben in der Liste ersetzen nicht die rechtsverbindliche Auskunft der zuständigen Denkmalschutzbehörde.

## Legende
- Bild: zeigt ein Bild des Kulturdenkmals und gegebenenfalls einen Link zu weiteren Fotos des Kulturdenkmals im Medienarchiv Wikimedia Commons
- Bezeichnung: Name, Bezeichnung oder die Art des Kulturdenkmals
- Lage: Wenn vorhanden Straßenname und Hausnummer des Kulturdenkmals; Grundsortierung der Liste erfolgt nach dieser Adresse. Der Link Karte führt zu verschiedenen Kartendarstellungen und nennt die Koordinaten des Kulturdenkmals.
 Kartenansicht, um Koordinaten zu setzen – in dieser Kartenansicht sind Kulturdenkmale ohne Koordinaten mit einem roten bzw. orangen Marker dargestellt und können in der Karte gesetzt werden. Kulturdenkmale ohne Bild sind mit einem blauen bzw. roten Marker gekennzeichnet, Kulturdenkmale mit Bild mit einem grünen bzw. orangen Marker.
- Datierung: gibt das Jahr der Fertigstellung beziehungsweise das Datum der Erstnennung oder den Zeitraum der Errichtung an
- Beschreibung: bauliche und geschichtliche Einzelheiten des Kulturdenkmals, vorzugsweise die Denkmaleigenschaften
- ID: Die ID identifiziert das Kulturdenkmal eindeutig. In Thüringen sind aktuell keine IDs veröffentlicht. In der ID-Spalte kann sich auch folgendes Icon  befinden, dies führt zu Angaben zu diesem Kulturdenkmal bei Wikidata.

## Kulturdenkmale nach Ortsteilen

### Auleben
| Bild                           | Bezeichnung                 | Lage                               | Datierung | Beschreibung                                                                    | ID |
| ------------------------------ | --------------------------- | ---------------------------------- | --------- | ------------------------------------------------------------------------------- | -- |
| weitere Bilder Fotos hochladen | St.-Petri-Paul-Kirche       | Kirchberg (Karte)                  |           | St.-Petri-Paul-Kirche samt künstlerischer Ausstattung, Kirchhof und Einfriedung |    |
| Fotos hochladen                | Neuer Rüxleber Hof          | Rudolf-Breitscheid-Str. 1 (Karte)  |           | Hof, Gutshaus, Hoftor                                                           |    |
| BW                             | Hof                         | Rudolf-Breitscheid-Str. 1b (Karte) |           | Wohnhaus, Stallgebäude, Turm                                                    |    |
| BW                             | Kornspeicher                | Rudolf-Breitscheid-Str. 2 (Karte)  |           | Kornspeicher                                                                    |    |
| Fotos hochladen                | Alter Rüxleber Hof          | Rudolf-Breitscheid-Str. 3 (Karte)  |           | Hof, Gutshaus, Hoftor                                                           |    |
| BW                             | Wohnhaus                    | Ilfelder Straße 2 (Karte)          |           | Wohnhaus, ehemaliges Ebersteinsches Gut                                         |    |
| BW                             | Wohnhaus                    | Ilfelder Straße 3 (Karte)          |           | Wohnhaus                                                                        |    |
| BW                             | Wohnhaus                    | Karl-Liebknecht-Str. 12 (Karte)    |           | Wohnhaus, Kindergarten                                                          |    |
| BW                             | Hof                         | Karl-Liebknecht-Str. 26 (Karte)    |           | Speichergebäude, Hof                                                            |    |
| BW                             | Tagelöhnerhaus              | Klauerstraße 1 (Karte)             |           | Tagelöhnerhaus                                                                  |    |
| BW                             | ehemaliges Feuerwehrgebäude | Schulstraße 12 (Karte)             |           | ehemaliges Feuerwehrgebäude                                                     |    |
| BW                             | ehemaliges Gutshaus         | Steinerstock 2a (Karte)            |           | ehemaliges Gutshaus von Schlotheim                                              |    |
| Fotos hochladen                | ehemaliges Schloss          | Steinerstock 9 (Karte)             |           | ehemaliges Schloss von Humboldt                                                 |    |
| BW                             | Wohnhaus                    | Straße der Einheit 22 (Karte)      |           | Wohnhaus                                                                        |    |
| BW                             | Wohnhaus                    | Straße der Einheit 23 (Karte)      |           | Wohnhaus                                                                        |    |
| Fotos hochladen                | Gasthof „Zur Sonne“         | Straße der Einheit 38 (Karte)      |           | Gasthof „Zur Sonne“                                                             |    |
| BW                             | Wohnhaus                    | Straße der Einheit 44 (Karte)      |           | Wohnhaus                                                                        |    |
| BW                             | Werkstatt                   | Straße der Einheit 51 (Karte)      |           | Tischlerwerkstatt samt Gattersäge                                               |    |
| BW                             | Wohnhaus                    | Teichgasse 18 (Karte)              |           | ehemaliger Gutshof von Wintzingerode                                            |    |
| weitere Bilder Fotos hochladen | Bismarckturm                | (Karte)                            |           | Bismarckturm, südlich des Ortes                                                 |    |
| BW                             | Grabmal                     | Friedhof (Karte)                   |           | Grabmal Hanne Dietrich, geb. Heinig, Grabfläche 4, Reihe 1, Nr. 8               |    |
| weitere Bilder Fotos hochladen | Steinkreuz                  | Straße der Einheit (Karte)         |           | Steinkreuz                                                                      |    |
| BW                             | Häusergruppe                | (Karte)                            |           | Historischer Ortskern Auleben                                                   |    |

### Hamma
| Bild                           | Bezeichnung                        | Lage                   | Datierung | Beschreibung                                                                    | ID |
| ------------------------------ | ---------------------------------- | ---------------------- | --------- | ------------------------------------------------------------------------------- | -- |
| weitere Bilder Fotos hochladen | Evangelische Kirche St. Trinitatis | Hauptstraße 35 (Karte) |           | St. Trinitatis-Kirche samt künstlerischer Ausstattung, Kirchhof und Einfriedung |    |
| BW                             | Wohn- und Geschäftshaus            | Hauptstraße 27 (Karte) |           | ehemalige Wassermühle, Wohn- und Geschäftshaus                                  |    |

### Heringen/Helme
| Bild                                    | Bezeichnung                     | Lage                                     | Datierung | Beschreibung                                                                 | ID |
| --------------------------------------- | ------------------------------- | ---------------------------------------- | --------- | ---------------------------------------------------------------------------- | -- |
| weitere Bilder Fotos hochladen          | Evangelische Kirche St. Michael | Kirchplatz (Karte)                       |           | St.-Michael-Kirche samt künstlerischer Ausstattung, Kirchhof und Einfriedung |    |
| BW                                      | ehemaliges Wohnhaus             | Brauhausstraße 6 (Karte)                 |           | ehemaliges Wohnhaus, Reste der Außenwand                                     |    |
| BW                                      | Pfarrhaus                       | Kirchplatz 11 (Karte)                    |           | Pfarrhaus                                                                    |    |
| Fotos hochladen                         | Wohnhaus                        | Schlossstraße 9–10 (Karte)               |           | Wohnhaus                                                                     |    |
| BW                                      | Wohnhaus                        | Straße der Einheit 35 (Karte)            |           | Wohnhaus                                                                     |    |
| Fotos hochladen                         | Wohnhaus                        | Straße der Einheit 42 (Karte)            |           | Wohnhaus                                                                     |    |
| Fotos hochladen                         | Wohnhaus                        | Straße der Einheit 43 (Karte)            |           | Wohnhaus                                                                     |    |
| Fotos hochladen                         | Wohnhaus                        | Straße der Einheit 44 (Karte)            |           | Wohnhaus                                                                     |    |
| Fotos hochladen                         | Wohnhaus                        | Straße der Einheit 54 (Karte)            |           | Wohnhaus                                                                     |    |
| Fotos hochladen                         | Wohnhaus                        | Straße der Einheit 55 (Karte)            |           | Wohnhaus                                                                     |    |
| Fotos hochladen                         | Wohnhaus                        | Straße der Einheit 60 (Karte)            |           | Wohnhaus                                                                     |    |
| BW                                      | Wohnhaus                        | Straße der Einheit 63 (Karte)            |           | Wohnhaus                                                                     |    |
| Fotos hochladen                         | Wohnhaus                        | Straße der Einheit 73 (Karte)            |           | Wohnhaus                                                                     |    |
| Direkt Bild zu diesem Denkmal hochladen | Wohnhaus                        | Straße der Einheit 88                    |           | Wohnhaus                                                                     |    |
| Fotos hochladen                         | Wohnhaus                        | Straße der Einheit 93 (Karte)            |           | Wohnhaus                                                                     |    |
| BW                                      | Wohnhaus                        | Straße der Einheit 94 (Karte)            |           | Wohnhaus                                                                     |    |
| Fotos hochladen                         | Wohnhaus                        | Straße der Einheit 96 (Karte)            |           | Wohnhaus                                                                     |    |
| Fotos hochladen                         | Wohnhaus                        | Straße der Einheit 97 (Karte)            |           | Wohnhaus                                                                     |    |
| weitere Bilder Fotos hochladen          | Rathaus                         | Straße der Einheit 100 (Karte)           |           | Rathaus                                                                      |    |
| weitere Bilder Fotos hochladen          | Gutshaus                        | Ernst-Thälmann-Str. 68 (Karte)           |           | Gutshaus, Zwischenbau, Seitenflügel, Schalenturm                             |    |
| weitere Bilder Fotos hochladen          | Schloss                         | Schlossplatz 1–2 (Karte)                 |           | Schlossanlage                                                                |    |
| weitere Bilder Fotos hochladen          | Stadtmauer                      | Zwingerstraße (Karte)                    |           | Stadtmaueranlage mit Mauerteilen und Schalentürmen                           |    |
| Direkt Bild zu diesem Denkmal hochladen | Straßenzug                      | Bahnhofstraße 1–15, 29–52                |           | Bahnhofstraße 1–15 (Ostseite), 29–52 (Westseite)                             |    |
| Direkt Bild zu diesem Denkmal hochladen | Straßenzug                      | Straße der Einheit 42–66, Badestube 1    |           | Straße der Einheit 42–66, Badestube 1 (Südseite)                             |    |
| Direkt Bild zu diesem Denkmal hochladen | Straßenzug                      | Straße der Einheit 87–101, Schulstraße 1 |           | Straße der Einheit 87–101, Schulstraße 1 (Nordseite)                         |    |

### Uthleben
| Bild                                    | Bezeichnung                    | Lage                     | Datierung | Beschreibung                                                                | ID |
| --------------------------------------- | ------------------------------ | ------------------------ | --------- | --------------------------------------------------------------------------- | -- |
| weitere Bilder Fotos hochladen          | Evangelische Kirche St. Petrus | Kirchstraße (Karte)      |           | St. Petrus-Kirche samt künstlerischer Ausstattung, Kirchhof und Einfriedung |    |
| Direkt Bild zu diesem Denkmal hochladen | Wohnhaus                       | Karl-Marx-Str. 24        |           | Wohnhaus                                                                    |    |
| Fotos hochladen                         | Wohnhaus                       | Mönchstraße 22 (Karte)   |           | Wohnhaus                                                                    |    |
| BW                                      | Friedhof                       | Sonderhäuser Weg (Karte) |           | Grabstätte von 3 sowj. Soldaten                                             |    |

### Windehausen
| Bild                                    | Bezeichnung                        | Lage                 | Datierung | Beschreibung                                                                 | ID |
| --------------------------------------- | ---------------------------------- | -------------------- | --------- | ---------------------------------------------------------------------------- | -- |
| weitere Bilder Fotos hochladen          | Evangelische Kirche St. Ägidien    | Kirchstraße (Karte)  |           | St.-Ägidien-Kirche samt künstlerischer Ausstattung, Kirchhof und Einfriedung |    |
| Direkt Bild zu diesem Denkmal hochladen | Wohnhaus                           | Angerstraße 73       |           | Wohnhaus                                                                     |    |
| weitere Bilder Fotos hochladen          | Meilensteinobelisk                 | L 3080 (Karte)       |           | Meilensteinobelisk                                                           |    |
| Fotos hochladen                         | Viertelmeilenstein „Kleine Glocke“ | an der L3080 (Karte) |           | Meilenstein an der L3080, wird auch in der Denkmalliste Urbach geführt.      |    |